# St. Croix Recreational Demonstration Area
La St. Croix Recreational Demonstration Area est un district historique dans le comté de Pine, dans le Minnesota, aux États-Unis. Protégé au sein du parc d'État de Saint Croix, ce district comprend de nombreux bâtiments construits dans le style rustique du National Park Service. D'autres structures en sont également des propriétés contributrices, par exemple la St. Croix State Park Fire Tower. Il est inscrit au Registre national des lieux historiques depuis le 31 janvier 1997 et est classé National Historic Landmark depuis le 25 septembre 1997.